# Archidiocèse de Dhaka
L’archidiocèse de Dhaka est une circonscription ecclésiastique de l’Église catholique au Bangladesh. Un vicariat apostolique du Bengale oriental est érigé en 1850 par Pie IX, qui devient diocèse en 1886 et est renommé en diocèse de Dacca en 1887, lorsque la hiérarchie catholique est érigée dans l’ensemble des Indes britanniques (1886).
Le diocèse devient archidiocèse métropolitain le 15 juillet 1950, par décision de Pie XII, et Dacca devient Dhaka en 1982. La province ecclésiastique sous la juridiction de l’archidiocèse couvre l’intégralité du Bangladesh jusqu'à l'élévation au rang d'archidiocèse métropolitain du diocèse de Chittagong.

## Histoire
La première mission en Asie confiée aux pères, sœurs et frères de la  congrégation de Sainte-Croix  les voit arriver au Bengale en mai 1853. Leur supérieur, Louis Vérité, prend la succession de Thomas Olliffe, un prêtre irlandais qui avait été placé à la tête du nouveau vicariat apostolique du Bengale oriental, créé en 1850 par Pie IX. Louis Vérité devient pro-vicaire en 1855. Il est remplacé par Pierre Dufal (1860) qui sera consacré évêque en France (au siège titulaire de Delcon). En théorie, l'archidiocèse de Dacca, situé au centre de l'est de Dacca était une possession française, car en 1816, aux accords de Vienne, un quartier de Dacca constituait l'une des « loges » des établissements français des Indes, mais la France ne revendiquera pas ses droits, et n'administrera jamais ce secteur, le laissant aux autorités coloniales britanniques. Seule l'Église catholique de France investira les lieux, en envoyant des missionnaires et des religieux.   
Lorsque les missionnaires de Sainte-Croix sont rappelés en France par leur supérieur, en 1876, le vicariat est administré par les moines bénédictins de la province anglo-belge. Dom Cuthbert Downey est le pro-vicaire et après lui Gregory De Groote, administrateur, tous deux bénédictins.  En 1878, Mgr Jordan Ballsieper, consacré évêque, prend la direction du vicariat. 
Ce qui est devenu le « diocèse de Dacca » en 1887 est divisé au cours du XXe siècle en plusieurs circonscriptions qui sont aujourd’hui autant de diocèses suffragants de Dhaka. Ce sont les diocèses de  Chittagong (1927), Dinajpur (1927), Khulna (1956), Mymensingh (1987), Rajshahi (1990), et Sylhet (2011). L’archidiocèse  n’en reste pas moins le plus important du pays, et de facto son siège primatial, la ville de Dacca (Dhaka aujourd'hui) étant la capitale du Bangladesh. 
Son église cathédrale, la cathédrale de l'Immaculée-Conception - consacrée en 1993 - se trouve à Ramna, dans la partie centre-orientale de la ville de Dhaka. Le 20 septembre 2020, le pape François a nommé  Mgr Bejoy Nicephorus D'Cruze, O.M.I., archevêque de Dhaka. Il fut installé le 27 novembre 2020.
Le 29 décembre 2015, le pape François érige le diocèse de Barisal par démembrement du diocèse de Chittagong passant ainsi le nombre de diocèses suffragants de l'archidiocèse de six à sept. Quelques mois plus tard, le 2 février 2017, le diocèse de Chittagong est élevé au rang d'archidiocèse métropolitain avec pour suffragants les diocèses de Barisal et de Khulna. Il reste alors quatre diocèses suffragants dans la province ecclésiastique de Dhaka.

## Supérieurs ecclésiastiques

### Vicaire apostolique du Bengale-Oriental
- 1852 - 1853 : Thomas Olliffe
- 1855 – 1859 : Louis Vérité CSC (pro-vicaire)
- 1860 – 1876 : Peter Dufal CSC (premier évêque)
- 1876 - 1878 : Cuthbert Downey OSB (pro-vicaire)
- 1878 - 1886 : Jordan Ballsieper OSB

### Évêques de Dacca
- 1890 – 1894 : Augustin Louage (ru) CSC
- 1894 – 1909 : Pierre-Joseph Hurth CSC
- 1909 – 1915 : Frederick Linneborn (ru) CSC
- 1916 – 1929 : Amand-Théophile-Joseph Legrand CSC
- 1929 – 1945 : Timothy Joseph Crowley CSC
- 1947 – 1967 : Lawrence Leo Graner CSC

### Archevêques de Dacca (‘Dhaka’ en 1982)
- 1967 – 1977 : Theotonius Amal Ganguly CSC
- 1977 – 2005 : Michael Rozario
- 2005 – 2011 : Paulinus Costa
- 2011 - 2020 : Patrick D'Rozario CSC
- depuis 2020 : Bejoy Nicephorus D'Cruze (en), O.M.I.

## Source
- Annuario pontificio, Città del Vaticano, 2010.